# Kristián von Ilow
Kristiánn von Ilow (1585 – 25. února 1634) byl šlechtic pocházející z Východního Braniborska a polní maršál, který bojoval v době třicetileté války. Po jejím vypuknutí se zapojil do císařské armády a rychle postupoval přes nižší hodnosti. Byl blízkým spolupracovníkem generalissima Albrechta z Valdštejna. Zahynul 25. února 1634 v Chebu, při atentátu na Valdštejna jakožto stoupenec tehdy již sesazeného velitele armády.

## Životopis
Kristián von Ilow se narodil v roce 1585 do rodiny nižší šlechty. Za účast při vojenských taženích proti Maďarům, Wendům, Moravanům a Čechům mu byl udělen šlechtický titul svobodný pán. Po vypuknutí českého stavovského povstání vstoupil do služeb císařské armády, je rychle povyšován do vyšších hodností. Dne 11. prosince 1621 císař Ferdinand II. přenesl pluk vévody holštýnsko-gottorpského s 1000 kyrysníky pod samotnou císařskou armádu a pověřil velením plukovníka Kristiána von Ilow. Pluk se vyznamenal v bitvě u Stadtlohnu, kde jeden z jeho důstojníků zajal Viléma Sasko-Výmarského. Během tažení nabyl velkého bohatství drancováním nepřátelských území a mohl půjčit císaři 70 000 guldenů. Poté si koupil dům v Praze a panství Ládeves, Popovice a Bukova. Jeho manželkou se stala hraběnka Anna Albertina z Furstenbergu, to posílilo jeho vazby na českou politickou elitu zastoupenou šlechtickými rody Trčků z Lípy a Kinských, nově získal sňatkem majetky Olbramovice a Dražkov. Na jaře 1625 se Kristán von Ilow podílel v Hesensku na drancování, které přineslo špatnou pověst jeho jezdců z důvodů násilného chování. Po císařském vítězství v bitvě u mostu Desavy odešel nejvyšší císařský velitel Albrecht z Valdštejna do Slezska a později do Uher, aby pronásledoval Gabriela Bethlena, přičemž Kristián von Ilow zůstal v Šmalkaldech. V dopise vůči Karlu z Harrachu Valdštejn uvádí, že důvodem tohoto rozhodnutí byl jeho rozhořčení vůči Kristiánovi Ilowovi, kterého charakterizovali drby.   V roce 1627 byl Kristiánu von Ilowovi udělen titul říšského svobodného pána. V květnu 1628 obdržel velení jezdeckého pluku se Filipa Cratze von Scharfensteina. Následující roky strávil náborem vojsk pro další generály. V září 1631 bojoval v bitvě u Breitenfeldu (1631) . V prvních dnech října 1631 okupoval Žitavu. Valdštejn byl zbaven velení armády a Kristián von Ilow s ním konzultuje svá velitelská rozhodnutí. V roce 1632 byl povýšen do hodnosti polního podmaršálka. V dubnu téhož roku povolává císař Valdštejna zpět na post nejvyššího velitele. Stejný měsíc roku 1632 bojoval Kristián von Ilow v Horní Lužici, do října si zajistil Žitavu, Löbau a Görlitz. V listopadu pomohl osvobodit Broumov od saského obléhání a zimu strávil na severních hranicích Čech. V únoru 1633 úspěšně zaútočil na Reichenbach, následně v červnu obsadil Nimptsch, který byl úplně zničen ohněm. V roce 1633 byl na žádost Valdštejna povýšen do hodnosti polního maršála, a to k zděšení zkušenějších velitelů. Spolu s Valdštejnem pronásledoval Jana Jiřího z Arnimu. Poté byl poslán zpět do Lužice, kde po nákladném nasazení, Görlitz znovu zachytil. Budyšín padl brzy poté, kdy byly občané města nucení vydíráním zaplatit velkou částku peněz. Počátkem roku 1634 shromažďoval Valdštejn svá vojska v Plzni, kde mu jeho generálové a plukovníci podepsali revers, kterým jeho důstojníci stvrzovali věrnost jemu samotnému. Valdštejn byl odvolán císařem a většina jeho armády se rozutekla. Kristián von Ilow zůstal věrný a odchází se zbytky jeho věrných do Chebu. Velitel zdejšího hradu sezval blízké Valdštejna na večeři, kde došlo k plánovanému zavraždění nejvyšších velitelů Kristiána von Ilow, Adama Trčky z Lípy a Viléma Kinského.

### Úmrtí
Ve stejný den byl zavražděn ve své rezidenci Valdštejn. Na rozkaz nového vrchního velitele armády Matyáše Gallase měla být těla zrádců dopravena do Prahy a hanobně vystavena na veřejném místě, tento rozkaz však císař obávající se nevole, kterou Valdštejnův skon může vyvolat, zrušil. Zpráva dorazila k eskortě těl z Chebu do Prahy v západočeském městě Stříbro asi třicet kilometrů od Chebu, bylo tedy rozhodnuto o jejich pohřbení zde, ve zdejším minoritském klášteře. (mrtvola Valdštejna byla roku 1636 převezena do Valdické klášterní kartouzy nedaleko Jičína a po roce 1785 spočinula v Mnichově Hradišti). Majetek zavražděných byl zkonfiskován.